# Malgassophlebia mediodentata
Malgassophlebia mediodentata är en trollsländeart som beskrevs av Legrand 2001. Malgassophlebia mediodentata ingår i släktet Malgassophlebia och familjen segeltrollsländor. Inga underarter finns listade i Catalogue of Life.